# Endiandra floydii
Endiandra floydii  es un árbol del bosque templado húmedo. A pesar del nombre común de  Nogal del arroyo cristalino (Crystal Creek Walnut), este árbol no está relacionado con los nogales del hemisferio norte, y está emparentado con el Laurel. Se le ha puesto ese nombre por el gran botánico australiano Alexander Floyd.

## Hábitat
El nogal de crystal de arroyo está restringido a áreas paleozoicas de origen metamórfico pero con capas de suelo de basalto en el área del Monte Warning de Nueva Gales del Sur, y un par de áreas adyacentes en Queensland. El nogal de crystal de arroyo crece en los bosques templados húmedos y se le encuentra también como planta de  sotobosque en áreas de ecotono del boj cepillo, en cuestas de mediana profundidad debajo de los 430 sobre el nivel del mar.
El nogal de cristal de arroyo se considera una especie en peligro.

## Descripción
Es un pequeño árbol, con frecuencia con vástagos en la base. Las nuevas hojas son café rosáceas. La corteza de color pálido a gris oscuro. Las hojas son elípticas a estrechas elípticas, 5–15 cm de largo, 2–5 cm de ancho.
Pequeñas flores verde cremosas se forman en otoño. Los grandes frutos maduran en verano y tienen el tamaño de una manzana o una pera. Siendo rojos a negro púrpura cuando maduros. La germinación no es particularmente lenta y completamente confiable.

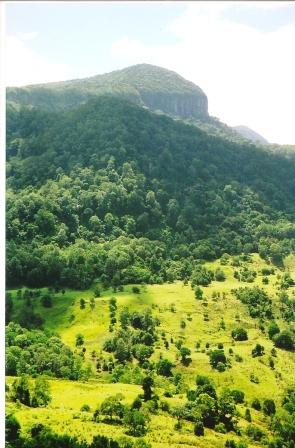
Hábitat de Endiandra floydii, frontera Nueva Gales del Sur - Queensland
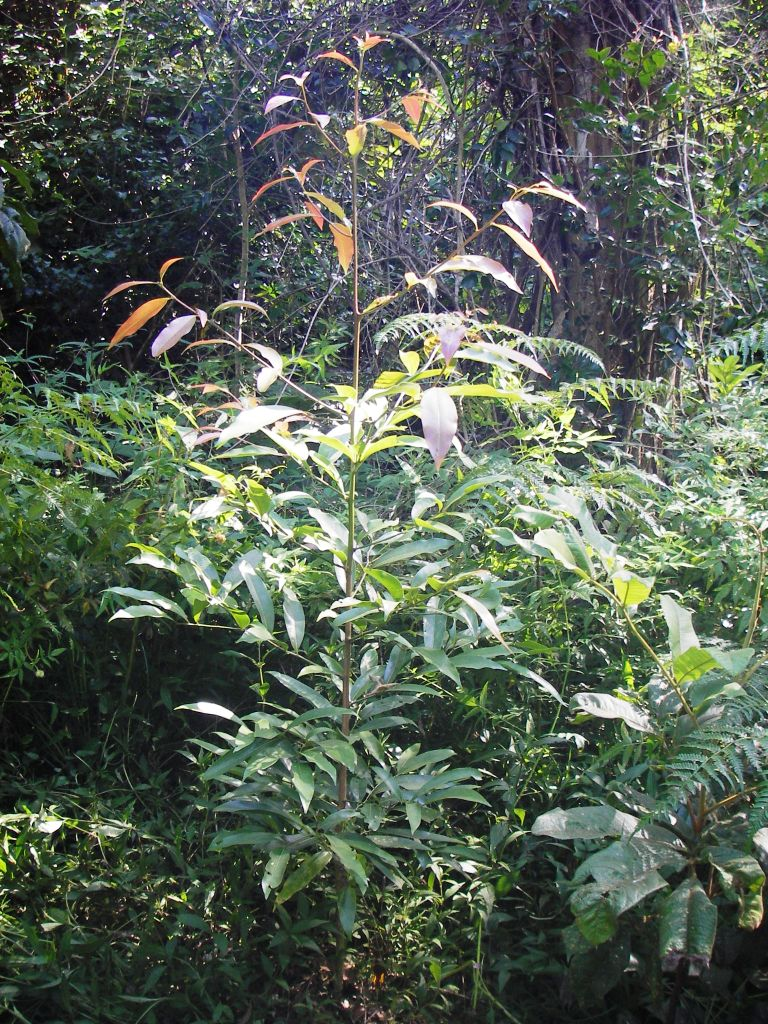
Joven Endiandra floydii
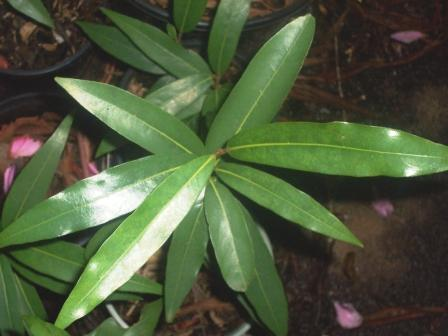
Endiandra floydii - hojas